# Pauline de Bok
Pauline de Bok (geboren 1956) ist eine niederländische Schriftstellerin und Übersetzerin.  

## Leben
Pauline de Bok wurde als Tochter eines Tierarztes im Osten der Niederlande geboren. Sie studierte Theologie in Tilburg und Philosophie in Nijmegen. Sie arbeitet als Journalistin und Übersetzerin. Ab 1981 besuchte sie regelmäßig die Länder hinter dem Eisernen Vorhang, vor allem die DDR. In der Ukraine forschte sie nach Spuren von Isaak Babel und schrieb darüber ein Buch. Zwischen 2005 und 2007 studierte sie Deutsche Sprache und Kultur an der Universität Amsterdam und machte 2008 eine Master-Prüfung für Übersetzung an der Universität Utrecht. Sie lebt in Amsterdam und zeitweise auch in Mecklenburg. 
De Bok schrieb mehrere Romane und Erzählungen. Sie übersetzte Grenzgang von Stephan Thome, Das dunkle Schiff von Sherko Fatah sowie von Wolfgang Herrndorf die Bücher Arbeit und Struktur und Tschick ins Niederländische. 
Für Blankow oder Das Verlangen nach Heimat wurde De Bok 2010 mit dem Annalise-Wagner-Preis ausgezeichnet.

## Werke (Auswahl)
- Beute. Mein Jahr auf der Jagd. München: C.H.Beck 2018.
- Buit. Een jachtjaar. Amsterdam : Ambo|Anthos, 2016
- Jochen, schaff dir eine Kuh an. Geschichten aus Fürstenhagen. Übersetzung Waltraud Hüsmert. Blad: Gut Conow, 2016
- De jaagster. Roman. Amsterdam : Atlas Contact, 2014
- Blankow, of Het verlangen naar Heimat. Amsterdam : Veen, 2006
  - Blankow oder das Verlangen nach Heimat. Übersetzung Waltraud Hüsmert. Frankfurt am Main : Weissbooks.w, 2009
- Berichten van een naderend einde. Amsterdam : Veen, 2005
- Stof tot stof : begraafplaatsen in Nederland. Amsterdam : Meulenhoff, 2003
- Steden zonder geheugen : in het voetspoor van Isaak Babel. Amsterdam : Fosfor, 1999
- Doodsberichten. Amsterdam : Meulenhoff, 1999.